# 鲨型袖珍潜艇
鲨型袖珍潜艇是松貂级袖珍潜艇的改进型号，由納粹德國在第二次世界大战期间研发，由德国海军特种部队小型作战单位使用。由于原型艇在测试中表现较差，研发人员没能获准继续改进该型潜艇。
鲨型潜艇长11米，能容纳体量更大的电池，令其水下最高速度达到20节（37千米/小时）。另外，鲨型潜艇最长能潜在水下两小时。